# Giovanni Lavaggi
Giovanni Lavaggi (Augusta, Italija, 30. veljače 1958.) je talijanski vozač automobilskih utrka.
Godine 1991. natjecao se u Formuli 3000, a 1993. osvaja naslov u Interserie kategoriji. Godine 1994. povremeno nastupa u Indycaru, a 1995. pobjeđuje na utrci 24 sata Daytone. Karijeru u Formuli 1 je započeo 1992., kada je testirao za momčad March. 1995. nastupa za momčad Pacific, a 1996. za momčad Minardi. U obje sezone nije uspio osvojiti bodove. Na utrci 24 sata Le Mansa natjecao se pet puta, a 1992. je osvojio drugo mjesto u svojoj kategoriji.

## Vanjske poveznice
- Giovanni Lavaggi na racing-reference.com
- Giovanni Lavaggi F1 statistika na statsf1.com